# 國民革命軍第八十軍
國民革命軍第八十軍（國軍軍語簡寫為80A）為中華民國政府在抗日戰爭時組建之軍事組織，國共內戰中重建，為目前中華民國陸軍第十軍團之起源。

## 沿革
胡宗南系統時期
八十軍是在七七抗戰後的擴軍計畫中增編之單位，由國民革命軍第79師編成，79師的起源可以追溯回國民革命軍北伐時帶槍投靠的河南軍閥李紀才之國民革命軍第十九軍。該军在民國二十六年（1937）11月自國民革命軍第四十六軍抽調編成，軍長劉紹先、副軍長孔令恂，79師師長陳安寶。1937年底，孔令恂升任該軍軍長。八十軍成立後並未立即接收到79師指揮權，到民國二十七年（1938）初才從國民革命軍第十一軍團指揮鏈轉移，佈署在第八戰區，隨後79師被抽調給國民革命軍第十集團軍直轄，使八十軍成為空殼部隊。直到民國27年底國民革命軍第97師（師長韓錫侯）轉入八十軍。八十軍成立後因位處戰事密度不高的八戰區，導致下編部隊遭戰區多度調動，戰力狀況非常不理想，但從人事派令來看，八十軍除了主要運用中央系軍官，且多是從國民革命軍第一軍系統中調入，可以算入胡宗南派系的一部分。
二十八年（1939）初，國民革命軍第165師編入八十軍。但隨後165師轉移給抗日戰爭第十戰區，十戰區以國民革命軍第191師（師長楊德亮）、新編第26師（師長何文鼎）交換。但不久後191師又被抽調成立國民革命軍第四十二軍。至二十八年時八十軍下轄97師、新26師。該年年底八十軍曾投入八戰區冬季攻勢，但非主攻部隊。
民國二十九年（1940），新26師改由第八戰區直轄，第十戰區之國民革命軍第165師（師長王治岐）、國民革命軍新編第27師（師長王竣）調入該軍。新編第27師原为1940年4月30日鄂豫陕边区游击总司令别廷芳病逝所属的13个县自卫团武装改编，由别的儿子别五典充任师长，限令别五典率部到中牟县驻扎。
1940年秋季，97師被抽走由第八戰區直屬，二十九年時的八十軍下轄165師、新27師。
民國三十年（1941）5月，八十軍在中條山會戰中投入作戰，遭到日軍重創，新27師師長王竣和参谋长陈文杞阵亡，副师长梁希贤跳河自尽。會戰結束後八十軍改隸屬國民革命軍第三十七集團軍，新27師師長由國民革命軍第78師副師長嚴映皋上校接任。隔年軍長孔令恂因戰役表現不佳遭撤職，由軍政部第八補訊處處長王文彥（黄埔一期，何应钦同乡）調任軍長，副軍長丁友松、曹大中、王治岐。為補充戰力，十戰區將撤銷的國民革命軍新編第十二軍所屬之國民革命軍新編第37師（師長徐保）補充入八十軍。
民國三十二年（1943）6月，因王文彥升任，由袁樸轉任八十軍軍長兼黃龍山警備司令。
抗戰勝利後，八十軍在三十四年（1945）10月裁撤。第165師編入國民革命軍第三十六軍。新编第27师和新编第37师合编为第28师，师长徐保。與胡宗南存在紐帶關係的八十軍至此消失。
孫立人系統時代
民國三十七年（1948）9月，東北剿匪總司令部啟用八十軍編號，由國民革命軍陸軍新編第一軍下屬之國民革命軍第50師、以及新成立的國民革命軍新編第30師合組。軍長潘裕昆、副軍長兼新30師師長文小山、參謀長陳時杰，部隊在遼西會戰中遭到殲滅。
除了東北戰場外，孫立人轉任陸軍副總司令兼陸軍訓練司令官時期，訓練之新軍同樣在民國37年底使用八十軍的番號，駐地臺灣省高雄鳳山，部隊來源是自中國青年軍系統抽調，軍長唐守治。此時的八十軍下轄青年軍第201師、青年軍第206師、青年軍第208師。但此時八十軍並沒有全軍投入單一戰場，而是以師一級結構分拆投入。201師投入福建戰場，參與福州戰役與古寧頭戰役，在古寧頭戰役後被陸軍金門防衛指揮部吸收，拆分改編成中華民國陸軍第49師、中華民國陸軍第51師、208師投入北平戰場，後改編成國民革命軍第八十七軍。
208師調往華北後，孫立人又以在大陸收攏的新一軍與新七軍歸建人員成立陸軍第339師，編入八十軍序列中。但因為339師在國民革命軍第六軍重建時也使用該編號，因此在三十八年時曾一度鬧雙胞，後來在國防部協調下八十軍的339師被更名為陸軍第340師，師長胡英傑。
在民國三十九年（1950）進行整編時，八十軍軍部與陸軍總司令部部分人員改組台灣南部防守區司令部，司令官石覺，該單位後更名為陸軍第二軍團，成為了目前的陸軍第十軍團指揮部。八十軍移防臺南縣。
民國四十年底（1951），因陸軍整編計畫，340師遭到撤裁。青年軍206師在後續整編時併入中華民國陸軍第51師內，仍由八十軍統轄。
民國四十三年（1954）1月，八十軍之憲兵排抽調韓國戰場，管理當時在聯合國戰俘營的志願軍俘虜。同年陸軍進行整編，八十軍被更名為中華民國陸軍第10軍，軍事簡寫也跟隨美國規範更名為10C，軍部自臺南移防高雄旗山。四十七年（1958）第10軍移防金門，四十九年（1960）二月返臺。嘉禾案時第10軍更名為第20軍，移防台中縣后里鎮，因此有后里軍之簡稱。民國六十四年（1975）進駐馬祖防衛司令部（江都演習），民國六十七年（1978）由陸軍第21軍換防（泰山演習），駐地返回台中后里。民國七十八年（1989），與成功嶺新兵訓練中心合併。